# 井上源衛
井上 源衛（いのうえ げんえ、1845年12月23日（弘化2年11月25日） - 1923年（大正12年）3月30日）は、明治から大正時代の政治家。神職。衆議院議員。

## 経歴
美濃国本巣郡、のちの岐阜県本巣郡穂積村（穂積町を経て現瑞穂市）に生まれる。1871年（明治4年）第七大区二小区年番戸長となり穂積村と前野村の戸長を兼ね、1873年（明治6年）神官教導職、1874年（明治7年）2月、第七大区二小区権区長を兼ね、同郡山口村住吉神社などの神官、区長を兼任した。
1877年（明治10年）農事や養蚕業の研究のため地方を回り、帰郷後は1879年（明治12年）4月に岐阜県会議員となり衛生会委員を兼ねた。1880年（明治13年）8月、県内の治水改修のため西濃11郡の有志者と治水共同社を設立し取締役を務め、木曽、揖斐、長良川の三大河川改修事業を政府に請願した。
1881年（明治14年）県会議員を辞し内国勧業博覧会委員として養蚕業の研究に専念する。1882年（明治15年）1月、第二学区学務委員を経て、1883年（明治16年）県会議員に再選。1885年（明治18年）県会常置委員、1886年（明治19年）3月、岐阜県蚕糸業組合取締所頭取となった。
1898年（明治31年）3月の第5回衆議院議員総選挙では岐阜県第4区から出馬し当選。つづく第6回総選挙でも当選し衆議院議員を2期務めた。